# Jaroslav Šimíček
Jaroslav Šimíček (28. července 1931 Nový Jičín – 19. listopadu 2017) byl český internista, kardiolog a vysokoškolský pedagog, v letech 1993 až 1999 děkan Fakulty zdravotnických studií Ostravské univerzity (FZS OU).
Šimíček pomáhal po sametové revoluci na Ostravské univerzitě založit Fakultu zdravotnických studií. Jeho snaha a snaha jeho kolegů byla úspěšná a v roce 1993 se tak Šimíček stal prvním děkanem této fakulty. Funkci poté obhájil i na další funkční období a ve funkci děkana tak setrval do roku 1999, kdy se jeho nástupcem stal Jaroslav Horáček. Vedle toho Šimíček pracoval na interní klinice Fakultní nemocnice Ostrava a pomáhal etablovat obor kardiologie v Moravskoslezském kraji.
Obdržel vyznamenání Čestný občan města Ostravy. Byl vášnivým běžcem a malířem. Zemřel v listopadu 2017 po dlouhé těžké nemoci. Poslední rozloučení proběhlo téhož měsíce v krematoriu ve Slezské Ostravě. Šimíček byl ženatý a měl dvě dcery.